# Allium olivieri
Allium olivieri — вид трав'янистих рослин родини амарилісові (Amaryllidaceae), поширений у Західній Азії.

## Опис
Цибулина від яйцеподібної до кулясто-яйцеподібної, діаметром 2–2.5(3.5) × 2–2.5(3.5) см; зовнішні оболонки коричнево-сірі, тонкі, тріскаються і більш-менш розщеплюються на волокна. Стебло 10–20 см × 3–5 мм, тонко ребристе. Листків 2–6, перекривають або не перевищують суцвіття, найширші 0.7–2.1 см завширшки, всі прикореневі, краї дрібно шорсткі. Зонтик багатоквітковий, порівняно щільний. Оцвітина пурпурова, від рожевого до рожево-білого. Листочки оцвітини 5–7 × 1–1.5 мм, від вузько довгасті-еліптичних до ланцетних, від тупих до загострених. Пиляки довжиною 1.5–2.5 мм, довгасті, фіолетово-червоні при свіжому стані й пурпурно-чорні після запилення; пилок жовтий. Коробочка 3–5 × 4–6 мм. Насіння 2.5–3 × 2–2.5 мм, чорне, зморшкувате, від трикутного з двома закругленими кутами до сферичного.

## Поширення
Поширення: західний Іран, Ірак, Ліван, Сирія, південно-східна Туреччина.